# Meat Is Murder
Meat Is Murder (en español, La carne es asesinato) es el segundo álbum de estudio de The Smiths, puesto a la venta en febrero de 1985. Es el único álbum de la banda en alcanzar el número 1 en el Reino Unido, aunque solo alcanzó el número 40 en Canadá, y el número 110 en Estados Unidos. 
En 2003, el álbum alcanzó el puesto 295 de "Los 500 mejores álbumes de todos los tiempos" de la revista Rolling Stone. También ha sido incluido en el libro "Los 1001 discos que hay que oír antes de morir".

## Información general
Meat Is Murder es el álbum más ecléctico de The Smiths, con canciones en estilos funk, rockabilly, balada, post-punk, dance y su acostumbrado rock alternativo. Como tal, contiene algunas de las más inusuales y elogiadas canciones del catálogo de los Smiths.[cita requerida]
Después de la decepcionante producción del álbum debut de la banda, The Smiths, el cantante Morrissey y el guitarrista Johnny Marr produjeron el álbum ellos mismos, con la asistencia del ingeniero Stephen Street. Oficialmente, se le atribuye la producción del disco a The Smiths, con Rourke y Joyce permitiendo decidir sobre el sonido de sus instrumentos de los niveles en la mezcla.[cita requerida]
La canción "How Soon Is Now?", publicada originalmente como lado B de "William, It Was Really Nothing", se agregó a la edición de los EE. UU. de Meat Is Murder después de convertirse en un éxito en los clubes de baile americano y en la radio alternativa. Esta canción fue lanzada como un sencillo en el Reino Unido, alcanzando el N.º 24 en las listas, y más tarde también sería agregada las reediciones del álbum hechas por la discográfica WEA. Dos pistas de Meat Is Murder, "Well I Wonder" y "What She Said", también fueron lados B de los sencillos "How Soon Is Now?") y "Shakespeare's Sister" respectivamente.
Meat Is Murder fue mucho más estridente y político que su predecesor, incluyendo la canción homónima provegetariana (Morrissey le prohibió al resto del grupo ser fotografiados comiendo carne) y las anti-castigo corporal "The Headmaster Ritual" y "Barbarism Begins at Home". Musicalmente, la banda se volvió más aventurera, con Marr agregando guitarras rockabilly en "Rusholme Ruffians" y Rourke un bajo funk en "Barbarism Begins at Home." El escritor John King afirmó que la canción homónima fue probablemente inspirada por la canción "Meat Means Murder" (1983) de la banda de anarcopunk Conflict, la cual discute el mismo tema y también empieza con un ritmo tranquilo.
Así como el álbum fue más político que su predecesor, Morrissey también trajo una postura política a muchas de sus entrevistas, causando aún más controversia. Entre sus objetivos estuvieron la administración de Margaret Thatcher, la monarquía, y Band Aid. Sobre Band Aid, un grupo musical caritativo compuesto por estrellas británicas y muy promovidos, Morrissey dijo irónicamente: "Uno puede tener una gran preocupación por el pueblo de Etiopía, pero otra cosa es infligir una tortura diaria al pueblo de Inglaterra." El vocalista también comenzó a promover fielmente al vegetarianismo en espectáculos en vivo y entrevistas, por ejemplo en una ocasión convenció a un programa de televisión escocés de reproducir un video reportando a los mataderos en horario familiar.
El siguiente sencillo, lanzado "Shakespeare's Sister", el cual no fue un gran éxito en las listas, ni tampoco lo fue "That Joke Isn't Funny Anymore", el único sencillo extraído del álbum. Muchos lo consideraron una elección extraña para un sencillo.[cita requerida] Las listas lo reflejaron, ya que apenas logró entrar al top 50, alcanzando un máximo de 49.

### Portada
La portada del disco fue creada a partir de un fotograma editado del documental In the Year of the Pig (1969), de Emile de Antonio. La inscripción en el casco del soldado decía originalmente "haz la guerra, no el amor".[cita requerida]
En los EE. UU., en el formato vinilo 12" y CD, se utilizaron cuatro copias de la imagen, mientras que en las ediciones europeas en CD, aparece sólo un fotograma en las (se presume que por razones de legibilidad) (a excepción de la edición: 10" LP - Europe).[cita requerida]

## Lista de canciones
Todas las canciones escritas y compuestas por Morrissey/Marr. 
| N.º   | Título                              | Duración |  |
| 1.    | «The Headmaster Ritual»             | 4:52     |  |
| 2.    | «Rusholme Ruffians»                 | 4:20     |  |
| 3.    | «I Want the One I Can't Have»       | 3:14     |  |
| 4.    | «What She Said»                     | 2:42     |  |
| 5.    | «That Joke Isn't Funny Anymore»     | 4:59     |  |
| 6.    | «How Soon Is Now?» (Algunos países) | 6:46     |  |
| 7.    | «Nowhere Fast»                      | 2:37     |  |
| 8.    | «Well I Wonder»                     | 4:00     |  |
| 9.    | «Barbarism Begins at Home»          | 6:57     |  |
| 10.   | «Meat Is Murder»                    | 6:06     |  |
| 46:33 |                                     |          |  |

## Personal

### The Smiths
- Morrissey – voz
- Johnny Marr – guitarras, piano
- Andy Rourke – bajo
- Mike Joyce – batería

### Equipo técnico
- The Smiths – productores en todas las pistas, excepto "How Soon Is Now?"
- John Porter – productor ("How Soon Is Now?")
- Stephen Street – ingeniero de sonido en todas las pistas, excepto "How Soon Is Now?"